# Джинні Станьо
Джинні Станьо (англ. Jeanne Stunyo, 11 квітня 1936) — американська стрибунка у воду.
Призерка Олімпійських Ігор 1956 року.
Призерка Панамериканських ігор 1955 року.